# Sousel
Sousel es una villa portuguesa situada en el distrito de Portalegre, región Alentejo y comunidad intermunicipal del Alto Alentejo, con cerca de 2100 habitantes.
Es sede de un municipio con 278,94 km² de área y 4360 habitantes (2021), subdividido en 4 freguesias. El municipio limita al norte con los municipios de Avis y Fronteira, al este y al sur con Estremoz, al suroeste con Arraiolos y al oeste con Mora.

## Demografía
| Gráfica de evolución demográfica de Sousel entre 1864 y 2021 |
|                                                              |
| Datos según el nomenclátor publicado por el INE portugués.   |

## Freguesias
- Cano
- Casa Branca
- Santo Amaro
- Sousel